# Sarosa klagesi
Sarosa klagesi là một loài bướm đêm thuộc phân họ Arctiinae, họ Erebidae.